# Mickey, Anders, Fedtmule: De Tre Musketerer
Mickey, Anders, Fedtmule: De Tre Musketerer (Mickey, Donald, Goofy: The Three Musketeers) er en direkte-til-video tegnefilm i spillefilmslængde. Filmen handler om de tre Disney-figurer Mickey Mouse, Anders And og Fedtmule, der efter at være blevet reddet af musketererne fra Alexandre Dumas den ældres roman bliver inspireret til selv at blive musketerer. Filmen blev instrueret af Donovan Cook, produceret af DisneyToon Studios og udgivet direkte på vhs og dvd 17. august 2004 af Buena Vista Home Entertainment med efterfølgende genudgivelse på blu-ray 12. august 2014 ved filmens 10 års jubilæum.

## Medvirkende
| Rollefigurer  | Engelske stemme               | Danske stemme                                   |
| ------------- | ----------------------------- | ----------------------------------------------- |
| Mickey Mouse  | Wayne Allwine                 | Anders Bircow                                   |
| Anders And    | Tony Anselmo                  | Dick Kaysø                                      |
| Fedtmule      | Bill Farmer                   | Johan Vinde                                     |
| Minnie Mouse  | Russi Taylor                  | Louise Engell                                   |
| Andersine     | Tress MacNeille               | Annette Heick                                   |
| Sorteper      | Jim Cummings                  | Lars Thiesgaard                                 |
| Nora Malkeko  | April Winchell                | Pauline Rehné                                   |
| Bjørne-banden | Jeff Bennett Maurice LaMarche | Søren Ulrichs Nis Bank-Mikkelsen Henrik Koefoed |
| Troubadour    | Rob Paulsen                   | Caspar Phillipson                               |

Øvrige:
- Puk Scharbau
- Christian Damsgaard
- Mads Lumholt
- Uri Pais
- Torben Eskildsen
- Johnny Jørgensen
- Dorte Hyldstrup
- Malene Nordtorp
- Trine Dansgaard
- Lena Brostrøm